# Lista câștigătorilor Wimbledon (dublu feminin)
Campioanele și finalistele turneului de dublu feminin al Campionatului de la Wimbledon, au fost introduse pentru prima dată în campionat în 1913. Din 1915 până în 1918 și din 1940 până în 1945, nu a avut loc nici o competiție din cauza celor două războaie mondiale.

## Finaliști

### Era amatorilor

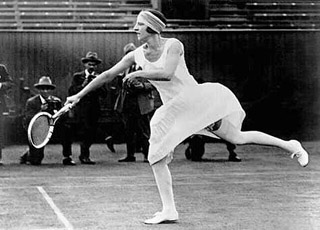
Suzanne Lenglen a câștigat șase titluri la dublu feminin în anii 1920, alături de Elizabeth Ryan.

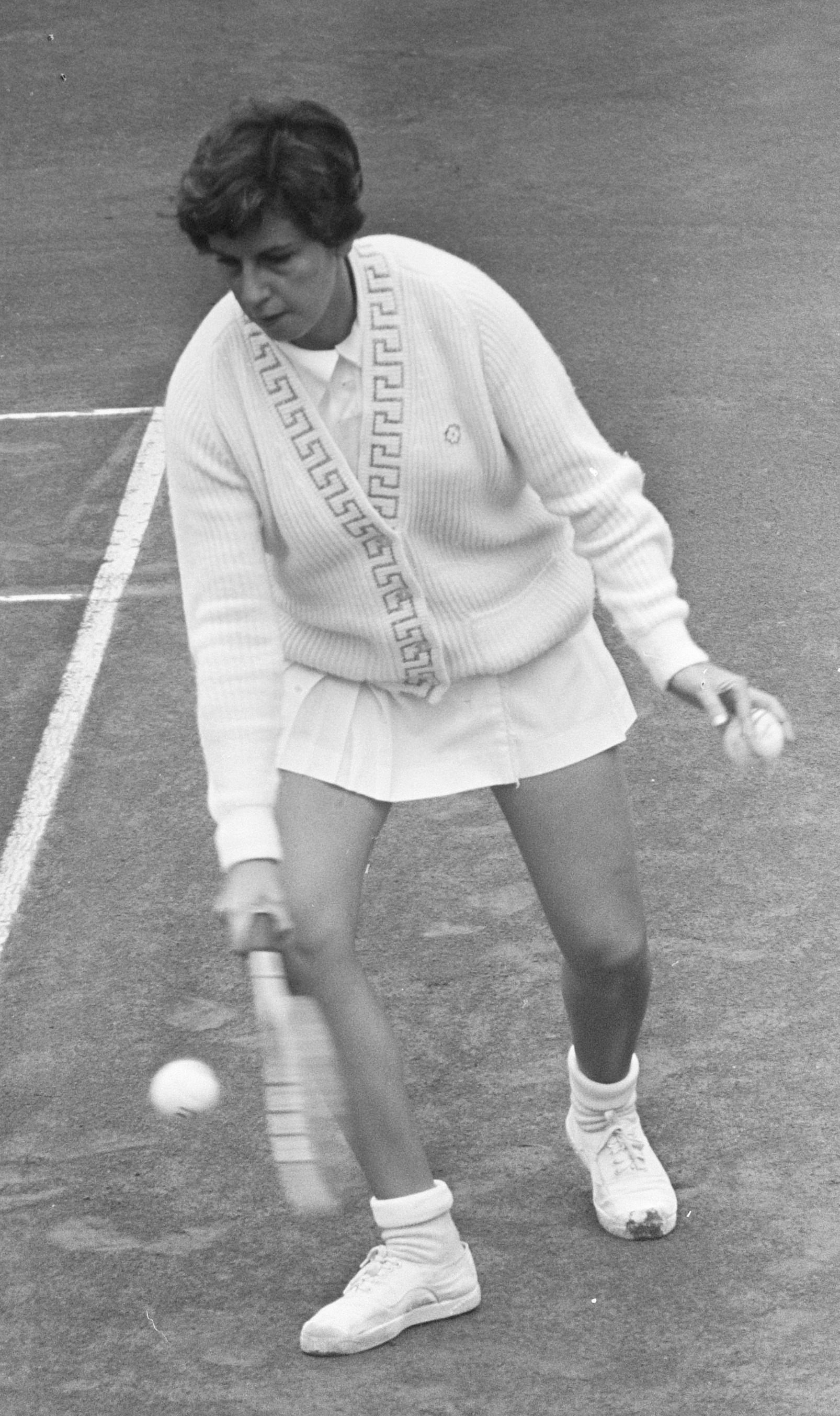
Maria Bueno a jucat în șase finale la dublu feminin și a câștigat cinci dintre ele.

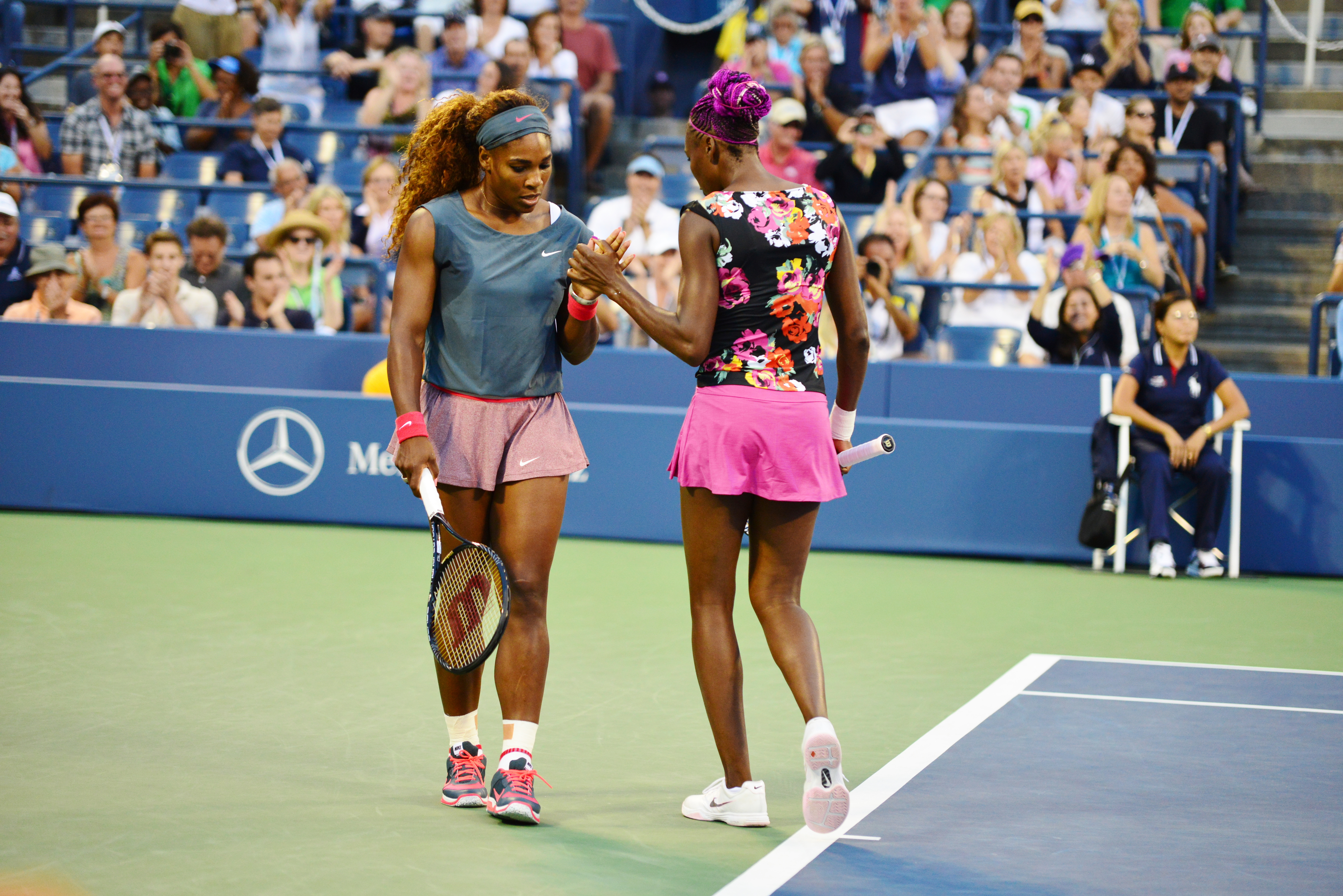
Surorile Williams au câștigat șase titluri la dublu feminin.

| An   | Campioane                                          | Finaliste                                          | Scor                                               |
| ---- | -------------------------------------------------- | -------------------------------------------------- | -------------------------------------------------- |
| 1913 | Dora Boothby Winifred McNair                       | Dorothea Lambert Chambers Charlotte Sterry         | 4–6, 2–4 retired                                   |
| 1914 | Agnes Morton Elizabeth Ryan                        | Edith Hannam Ethel Larcombe                        | 6–1, 6–3                                           |
| 1915 | Anulat din cauza Primului Război Mondial           | Anulat din cauza Primului Război Mondial           | Anulat din cauza Primului Război Mondial           |
| 1916 | Anulat din cauza Primului Război Mondial           | Anulat din cauza Primului Război Mondial           | Anulat din cauza Primului Război Mondial           |
| 1917 | Anulat din cauza Primului Război Mondial           | Anulat din cauza Primului Război Mondial           | Anulat din cauza Primului Război Mondial           |
| 1918 | Anulat din cauza Primului Război Mondial           | Anulat din cauza Primului Război Mondial           | Anulat din cauza Primului Război Mondial           |
| 1919 | Suzanne Lenglen Elizabeth Ryan                     | Dorothea Lambert Chambers Ethel Larcombe           | 4–6, 7–5, 6–3                                      |
| 1920 | Suzanne Lenglen Elizabeth Ryan                     | Dorothea Lambert Chambers Ethel Larcombe           | 6–4, 6–0                                           |
| 1921 | Suzanne Lenglen Elizabeth Ryan                     | Winifred Beamish Irene Peacock                     | 6–1, 6–2                                           |
| 1922 | Suzanne Lenglen Elizabeth Ryan                     | Kitty McKane Margaret Stocks                       | 6–0, 6–4                                           |
| 1923 | Suzanne Lenglen Elizabeth Ryan                     | Joan Austin Evelyn Colyer                          | 6–3, 6–1                                           |
| 1924 | Hazel Wightman Helen Wills                         | Phyllis Covell Kitty McKane                        | 6–4, 6–4                                           |
| 1925 | Suzanne Lenglen Elizabeth Ryan                     | Kathleen Bridge Mary McIlquham                     | 6–2, 6–2                                           |
| 1926 | Mary Browne Elizabeth Ryan                         | Kitty Godfree Evelyn Colyer                        | 6–1, 6–1                                           |
| 1927 | Elizabeth Ryan Helen Wills                         | Bobbie Heine Irene Peacock                         | 6–3, 6–2                                           |
| 1928 | Peggy Saunders Phoebe Watson                       | Eileen Bennett Ermyntrude Harvey                   | 6–2, 6–3                                           |
| 1929 | Peggy Michell Phoebe Watson                        | Phyllis Covell Dorothy Shepherd-Barron             | 6–4, 8–6                                           |
| 1930 | Helen Wills Moody Elizabeth Ryan                   | Edith Cross Sarah Palfrey                          | 6–2, 9–7                                           |
| 1931 | Dorothy Shepherd-Barron Phyllis Mudford            | Doris Metaxa Josane Sigart                         | 3–6, 6–3, 6–4                                      |
| 1932 | Doris Metaxa Josane Sigart                         | Helen Jacobs Elizabeth Ryan                        | 6–4, 6–3                                           |
| 1933 | Simonne Mathieu Elizabeth Ryan                     | Freda James Billie Yorke                           | 6–2, 9–11, 6–4                                     |
| 1934 | Simonne Mathieu Elizabeth Ryan                     | Dorothy Andrus Sylvie Henrotin                     | 6–3, 6–3                                           |
| 1935 | Freda James Kay Stammers                           | Simonne Mathieu Hilde Sperling                     | 6–1, 6–4                                           |
| 1936 | Freda James Kay Stammers                           | Sarah Fabyan Helen Jacobs                          | 6–2, 6–1                                           |
| 1937 | Simonne Mathieu Billie Yorke                       | Phyllis King Elsie Pittman                         | 6–3, 6–3                                           |
| 1938 | Sarah Fabyan Alice Marble                          | Simonne Mathieu Billie Yorke                       | 6–2, 6–3                                           |
| 1939 | Sarah Fabyan Alice Marble                          | Helen Jacobs Billie Yorke                          | 6–1, 6–0                                           |
| 1940 | Anulat din cauza celui de-Al Doilea Război Mondial | Anulat din cauza celui de-Al Doilea Război Mondial | Anulat din cauza celui de-Al Doilea Război Mondial |
| 1941 | Anulat din cauza celui de-Al Doilea Război Mondial | Anulat din cauza celui de-Al Doilea Război Mondial | Anulat din cauza celui de-Al Doilea Război Mondial |
| 1942 | Anulat din cauza celui de-Al Doilea Război Mondial | Anulat din cauza celui de-Al Doilea Război Mondial | Anulat din cauza celui de-Al Doilea Război Mondial |
| 1943 | Anulat din cauza celui de-Al Doilea Război Mondial | Anulat din cauza celui de-Al Doilea Război Mondial | Anulat din cauza celui de-Al Doilea Război Mondial |
| 1944 | Anulat din cauza celui de-Al Doilea Război Mondial | Anulat din cauza celui de-Al Doilea Război Mondial | Anulat din cauza celui de-Al Doilea Război Mondial |
| 1945 | Anulat din cauza celui de-Al Doilea Război Mondial | Anulat din cauza celui de-Al Doilea Război Mondial | Anulat din cauza celui de-Al Doilea Război Mondial |
| 1946 | Louise Brough Margaret Osborne                     | Pauline Betz Doris Hart                            | 6–3, 2–6, 6–3                                      |
| 1947 | Doris Hart Patricia Canning Todd                   | Louise Brough Margaret Osborne                     | 3–6, 6–4, 7–5                                      |
| 1948 | Louise Brough Margaret duPont                      | Doris Hart Patricia Todd                           | 6–3, 3–6, 6–3                                      |
| 1949 | Louise Brough Margaret duPont                      | Gussie Moran Patricia Todd                         | 8–6, 7–5                                           |
| 1950 | Louise Brough Margaret duPont                      | Shirley Fry Doris Hart                             | 6–4, 5–7, 6–1                                      |
| 1951 | Shirley Fry Doris Hart                             | Louise Brough Margaret duPont                      | 6–3, 13–11                                         |
| 1952 | Shirley Fry Doris Hart                             | Louise Brough Maureen Connolly                     | 8–6, 6–3                                           |
| 1953 | Shirley Fry Doris Hart                             | Maureen Connolly Julie Sampson                     | 6–0, 6–0                                           |
| 1954 | Louise Brough Margaret duPont                      | Shirley Fry Doris Hart                             | 4–6, 9–7, 6–3                                      |
| 1955 | Angela Mortimer Anne Shilcock                      | Shirley Bloomer Patricia Ward                      | 7–5, 6–1                                           |
| 1956 | Angela Buxton Althea Gibson                        | Fay Muller Daphne Seeney                           | 6–1, 8–6                                           |
| 1957 | Althea Gibson Darlene Hard                         | Mary Hawton Thelma Long                            | 6–1, 6–2                                           |
| 1958 | Maria Bueno Althea Gibson                          | Margaret duPont Margaret Varner                    | 6–3, 7–5                                           |
| 1959 | Jeanne Arth Darlene Hard                           | Beverly Fleitz Christine Truman                    | 2–6, 6–2, 6–3                                      |
| 1960 | Maria Bueno Darlene Hard                           | Sandra Reynolds Renée Schuurman                    | 6–4, 6–0                                           |
| 1961 | Karen Hantze Billie Jean Moffitt                   | Jan Lehane Margaret Smith                          | 6–3, 6–4                                           |
| 1962 | Karen Hantze Billie Jean Moffitt                   | Sandra Reynolds Renée Schuurman                    | 5–7, 6–3, 7–5                                      |
| 1963 | Maria Bueno Darlene Hard                           | Robyn Ebbern Margaret Smith                        | 8–6, 9–7                                           |
| 1964 | Margaret Smith Lesley Turner Bowrey                | Billie Jean Moffitt Karen Susman                   | 7–5, 6–2                                           |
| 1965 | Maria Bueno Billie Jean Moffitt                    | Françoise Dürr Janine Lieffrig                     | 6–2, 7–5                                           |
| 1966 | Maria Bueno Nancy Richey                           | Margaret Smith Judy Tegart                         | 6–3, 4–6, 6–4                                      |
| 1967 | Rosemary Casals Billie Jean King                   | Maria Bueno Nancy Richey                           | 9–11, 6–4, 6–2                                     |

### Era Open
| An   | Campioane                                | Finaliste                                 | Scor                                   |
| ---- | ---------------------------------------- | ----------------------------------------- | -------------------------------------- |
| 1968 | Rosemary Casals Billie Jean King         | Françoise Dürr Ann Jones                  | 3–6, 6–4, 7–5                          |
| 1969 | Margaret Court Judy Tegart               | Patti Hogan Peggy Michel                  | 9–7, 6–2                               |
| 1970 | Rosemary Casals Billie Jean King         | Françoise Dürr Virginia Wade              | 6–2, 6–3                               |
| 1971 | Rosemary Casals Billie Jean King         | Margaret Court Evonne Goolagong           | 6–3, 6–2                               |
| 1972 | Billie Jean King Betty Stöve             | Judy Dalton Françoise Dürr                | 6–2, 4–6, 6–3                          |
| 1973 | Rosemary Casals Billie Jean King         | Françoise Dürr Betty Stöve                | 6–1, 4–6, 7–5                          |
| 1974 | Evonne Goolagong Peggy Michel            | Helen Gourlay Karen Krantzcke             | 2–6, 6–4, 6–3                          |
| 1975 | Ann Kiyomura Kazuko Sawamatsu            | Françoise Dürr Betty Stöve                | 7–5, 1–6, 7–5                          |
| 1976 | Chris Evert Martina Navrátilová          | Billie Jean King Betty Stöve              | 6–1, 3–6, 7–5                          |
| 1977 | Helen Gourlay JoAnne Russell             | Martina Navratilova Betty Stöve           | 6–3, 6–3                               |
| 1978 | Kerry Reid Wendy Turnbull                | Mima Jaušovec Virginia Ruzici             | 4–6, 9–8(12–10), 6–3                   |
| 1979 | Billie Jean King Martina Navratilova     | Betty Stöve Wendy Turnbull                | 5–7, 6–3, 6–2                          |
| 1980 | Kathy Jordan Anne Smith                  | Rosemary Casals Wendy Turnbull            | 4–6, 7–5, 6–1                          |
| 1981 | Martina Navratilova Pam Shriver          | Kathy Jordan Anne Smith                   | 6–3, 7–6(8–6)                          |
| 1982 | Martina Navratilova Pam Shriver          | Kathy Jordan Anne Smith                   | 6–4, 6–1                               |
| 1983 | Martina Navratilova Pam Shriver          | Rosemary Casals Wendy Turnbull            | 6–2, 6–2                               |
| 1984 | Martina Navratilova Pam Shriver          | Kathy Jordan Anne Smith                   | 6–3, 6–4                               |
| 1985 | Kathy Jordan Elizabeth Smylie            | Martina Navratilova Pam Shriver           | 5–7, 6–3, 6–4                          |
| 1986 | Martina Navratilova Pam Shriver          | Hana Mandlíková Wendy Turnbull            | 6–1, 6–3                               |
| 1987 | Claudia Kohde-Kilsch Helena Suková       | Betsy Nagelsen Elizabeth Smylie           | 7–5, 7–5                               |
| 1988 | Steffi Graf Gabriela Sabatini            | Larisa Savchenko Natasha Zvereva          | 6–3, 1–6, 12–10                        |
| 1989 | Jana Novotná Helena Suková               | Larisa Savchenko Natasha Zvereva          | 6–1, 6–2                               |
| 1990 | Jana Novotná Helena Suková               | Kathy Jordan Elizabeth Smylie             | 6–3, 6–4                               |
| 1991 | Larisa Savchenko Neiland Natalia Zvereva | Gigi Fernández Jana Novotná               | 6–4, 3–6, 6–4                          |
| 1992 | Gigi Fernández Natasha Zvereva           | Larisa Savchenko Neiland Jana Novotná     | 6–4, 6–1                               |
| 1993 | Gigi Fernández Natasha Zvereva           | Larisa Savchenko Neiland Jana Novotná     | 6–4, 6–7(4–7), 6–4                     |
| 1994 | Gigi Fernández Natasha Zvereva           | Jana Novotná Arantxa Sánchez Vicario      | 6–4, 6–1                               |
| 1995 | Jana Novotná Arantxa Sánchez Vicario     | Gigi Fernández Natasha Zvereva            | 5–7, 7–5, 6–4                          |
| 1996 | Martina Hingis Helena Suková             | Meredith McGrath Larisa Savchenko Neiland | 5–7, 7–5, 6–1                          |
| 1997 | Gigi Fernández Natasha Zvereva           | Nicole Arendt Manon Bollegraf             | 7–6(7–4), 6–4                          |
| 1998 | Martina Hingis Jana Novotná              | Lindsay Davenport Natasha Zvereva         | 6–3, 3–6, 8–6                          |
| 1999 | Lindsay Davenport Corina Morariu         | Mariaan de Swardt Elena Tatarkova         | 6–4, 6–4                               |
| 2000 | Serena Williams Venus Williams           | Julie Halard-Decugis Ai Sugiyama          | 6–3, 6–2                               |
| 2001 | Lisa Raymond Rennae Stubbs               | Kim Clijsters Ai Sugiyama                 | 6–4, 6–3                               |
| 2002 | Serena Williams Venus Williams           | Virginia Ruano Pascual Paola Suárez       | 6–2, 7–5                               |
| 2003 | Kim Clijsters Ai Sugiyama                | Virginia Ruano Pascual Paola Suárez       | 6–4, 6–4                               |
| 2004 | Cara Black Rennae Stubbs                 | Liezel Huber Ai Sugiyama                  | 6–3, 7–6(7–5)                          |
| 2005 | Cara Black Liezel Huber                  | Svetlana Kuznetsova Amélie Mauresmo       | 6–2, 6–1                               |
| 2006 | Yan Zi Zheng Jie                         | Virginia Ruano Pascual Paola Suárez       | 6–3, 3–6, 6–2                          |
| 2007 | Cara Black Liezel Huber                  | Katarina Srebotnik Ai Sugiyama            | 3–6, 6–3, 6–2                          |
| 2008 | Serena Williams Venus Williams           | Lisa Raymond Samantha Stosur              | 6–2, 6–2                               |
| 2009 | Serena Williams Venus Williams           | Samantha Stosur Rennae Stubbs             | 7–6(7–4), 6–4                          |
| 2010 | Vania King Iaroslava Șvedova             | Elena Vesnina Vera Zvonareva              | 7–6(8–6), 6–2                          |
| 2011 | Květa Peschke Katarina Srebotnik         | Sabine Lisicki Samantha Stosur            | 6–3, 6–1                               |
| 2012 | Serena Williams Venus Williams           | Andrea Hlaváčková Lucie Hradecká          | 7–5, 6–4                               |
| 2013 | Hsieh Su-wei Peng Shuai                  | Ashleigh Barty Casey Dellacqua            | 7–6(7–1), 6–1                          |
| 2014 | Sara Errani Roberta Vinci                | Tímea Babos Kristina Mladenovic           | 6–1, 6–3                               |
| 2015 | Martina Hingis Sania Mirza               | Ekaterina Makarova Elena Vesnina          | 5–7, 7–6(7–4), 7–5                     |
| 2016 | Serena Williams Venus Williams           | Tímea Babos Iaroslava Șvedova             | 6–3, 6–4                               |
| 2017 | Ekaterina Makarova Elena Vesnina         | Chan Hao-ching Monica Niculescu           | 6–0, 6–0                               |
| 2018 | Barbora Krejčíková Kateřina Siniaková    | Nicole Melichar Květa Peschke             | 6–4, 4–6, 6–0                          |
| 2019 | Hsieh Su-wei Barbora Strýcová            | Gabriela Dabrowski Yifan Xu               | 6–2, 6-4                               |
| 2020 | Anulat din cauza pandemiei de COVID-19   | Anulat din cauza pandemiei de COVID-19    | Anulat din cauza pandemiei de COVID-19 |
| 2021 | Hsieh Su-wei Elise Mertens               | Veronika Kudermetova Elena Vesnina        | 3–6, 7–5, 9–7                          |
| 2022 | Barbora Krejčíková Kateřina Siniaková    | Elise Mertens Shuai Zhang                 | 6–2, 6–4                               |
| 2023 | Hsieh Su-wei Barbora Strýcová            | Elise Mertens Storm Hunter                | 7–5, 6–4                               |
| 2024 | Kateřina Siniaková Taylor Townsend       | Gabriela Dabrowski Erin Routliffe         | 7–6(7–5), 7–6(7–1)                     |
| 2025 | Veronika Kudermetova Elise Mertens       | Hsieh Su-wei Jeļena Ostapenko             | 3–6, 6–2, 6–4                          |